# ثيودور سوانسون
ثيودور سوانسون هو شخصية أعمال وسياسي أمريكي، ولد في 8 أكتوبر 1873 في ريد وينغ في الولايات المتحدة، وتوفي بنفس المكان في 2 أبريل 1959. نشط حزبياً في Wisconsin Progressive Party ‏. وقد انتخب عضو جمعية ولاية ويسكونسن ‏.